# Prezydenci Autonomicznego Regionu Bougainville
Prezydent Autonomicznego Regionu Bougainville – organ, który sprawuje władzę na wyspie Bougainville, która jest autonomiczną prowincją Papui-Nowej Gwinei. 
Pierwszy prezydent został wybrany w 2005, co było możliwe po zawarciu w 2001 porozumienia pokojowego, kończącego trwające w latach 1988–1998 walki o uzyskanie niepodległości przez wyspę.

## Lista prezydentów Bougainville[4]
| Nr | Imię i nazwisko                 | Początek kadencji | Koniec kadencji  | Partia                               |
| -- | ------------------------------- | ----------------- | ---------------- | ------------------------------------ |
| 1  | Joseph Kabui                    | 15 czerwca 2005   | 7 czerwca 2008   | Kongres Ludowy Bougainville          |
| -  | John Tabinaman (p.o. prezydent) | 7 czerwca 2008    | 6 stycznia 2009  |                                      |
| 2  | James Tanis                     | 6 stycznia 2009   | 10 czerwca 2010  | Kongres Ludowy Bougainville          |
| 3  | John Momis                      | 10 czerwca 2010   | 10 czerwca 2015  | Nowa Partia Bougainville             |
| 3  | John Momis                      | 10 czerwca 2015   | 25 września 2020 | Nowa Partia Bougainville             |
| 4  | Ishmael Toroama                 | 25 września 2020  | obecnie          | Partia Sojuszu Ludowego Bougainville |